# Conostigmus variipictus
Conostigmus variipictus är en stekelart som beskrevs av Paul Dessart 1997. Conostigmus variipictus ingår i släktet Conostigmus och familjen trefåresteklar. Inga underarter finns listade i Catalogue of Life.